# Nandi-Expedition
Die Nandi-Expedition der King’s African Rifles war ein militärisch-polizeilicher Feldzug der britischen Kolonialherren in Ostafrika im Jahre 1905 gegen Angehörige der Nandi, die gegen die Enteignung ihres Landes durch weiße Siedler aufbegehrten. Eine sogenannte Strafaktion Mitte 1905 unter der Leitung von Major Richard Pope-Hennessy, bei der 1 850 Männer, Frauen und Kinder massakriert wurden, wird auch als Nandi-Massaker oder Sotik-Massaker bezeichnet. Sotik war eine Division des früheren Buret District in der kenianischen Provinz Rift Valley.

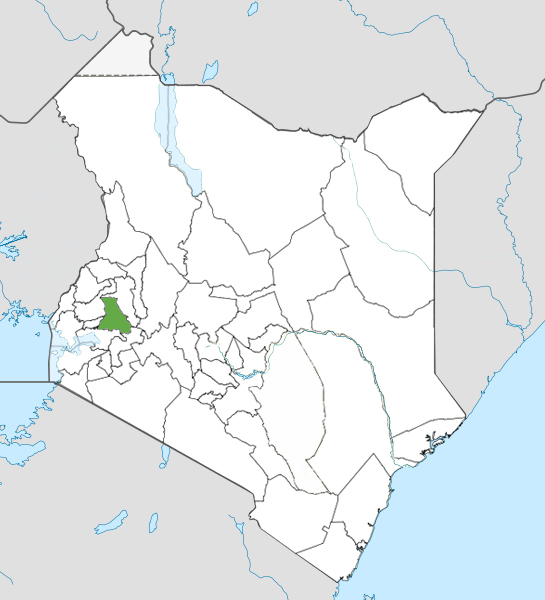
Lage der Nandi-Hügel in Kenia

## Ursache
Die Briten konsolidierten ihre Herrschaft in Ostafrika in den 1890er Jahren durch die Errichtung von Protektoraten in den Gebieten des heutigen Kenia und Uganda sowie den Erwerb von Sansibar vom Deutschen Reich. Im Jahre 1905 ging die Verwaltung der Region vom Foreign Office auf das Colonial Office über, dessen Bürokraten am wirtschaftlichen Erfolg der Kolonien interessiert waren. Im Schlepptau der ab 1896 von Mombasa nach Kisumu gebauten Uganda-Bahn rissen weiße Siedler das gute Weideland entlang der Bahnstrecke an sich.

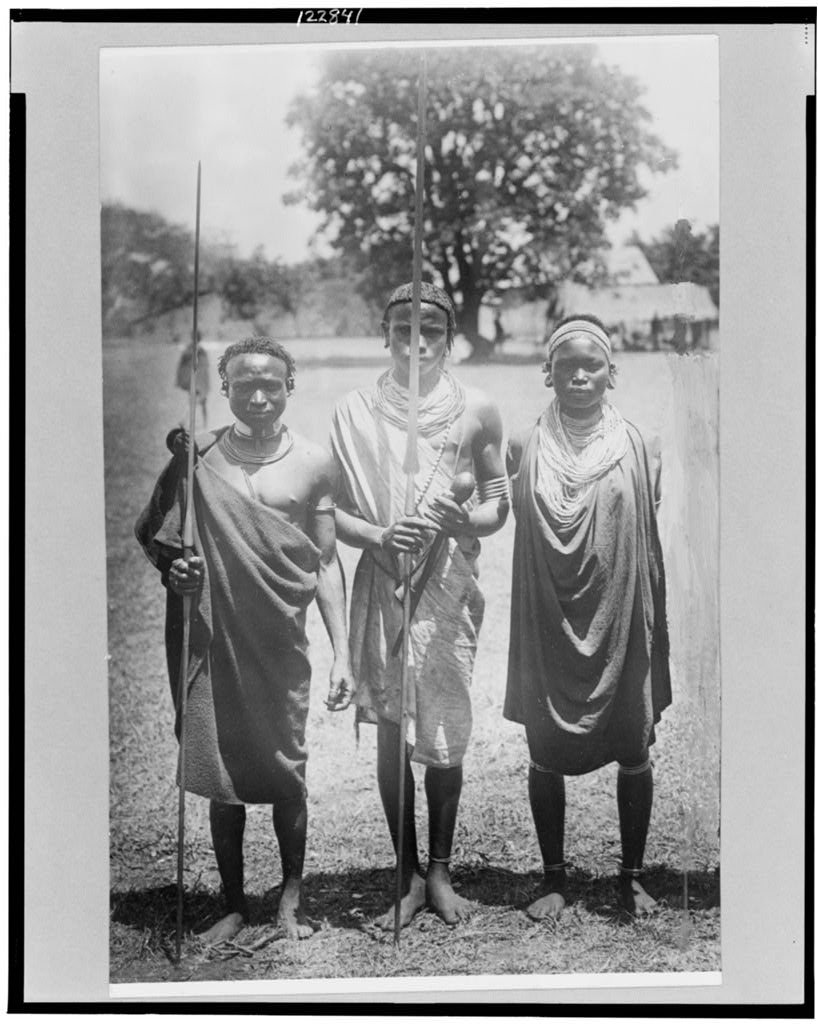
Nandi-Krieger, undatiert

Die Nandi lebten im Hügelland nordöstlich des Victoriasees. Es handelte sich, mit etwa 14.000 Männern, von denen etwa 4000 waffenfähig waren, um einen der kleineren Stämme Zentralafrikas, der den Kolonialherren jedoch erhebliche Schwierigkeiten bereitete. Sie lebten nicht in Dörfern, sondern auf Gehöfte verteilt, deren Männer sich bezirksweise zusammenschlossen, z. B. um Raubzüge gegen die Viehbestände ihrer Nachbarn durchzuführen. Ein Teil des Stammes wohnte auch in gut geschützten Höhlen am Mount Elgon bis in 1800 m Höhe. Unverheiratete lebten kommunal zusammen. Sie hatten keinen eigentlichen Häuptling, jedoch genossen traditionelle Führer gewissen Einfluss. Bereits seit 1897 leisteten sie immer wieder bewaffneten Widerstand, den kleinere britische Expeditionen nicht niederschlagen konnten.

## Feldzug/Massaker 1905
Die Nandi Field Force unter Oberstleutnant Edgar G. Harrison DSO, mit Major L. R. H. Pope-Hennessy als Chef des Stabes, bestand aus 80 weißen Offizieren, je sechs Kompanien des 1. und 3. Bataillons der King’s African Rifles (KAR) mit 10 Maschinengewehren und 200 bewaffneten Polizisten, dazu kamen zahlreiche Träger (500 bewaffnet, 3460 unbewaffnet). Weiterhin sollten unter den Massai und in Britisch-Somaliland je tausend Freiwillige angeworben werden, die sich jedoch kaum fanden. Spätere Verstärkungen bestanden auch aus einer indischen Signaltruppe, die aus Uganda angefordert wurde.

### Ermordung vonKoitalel Arap Samoeiund 23 seiner Begleiter unter dem Vorwand eines Waffenstillstandes

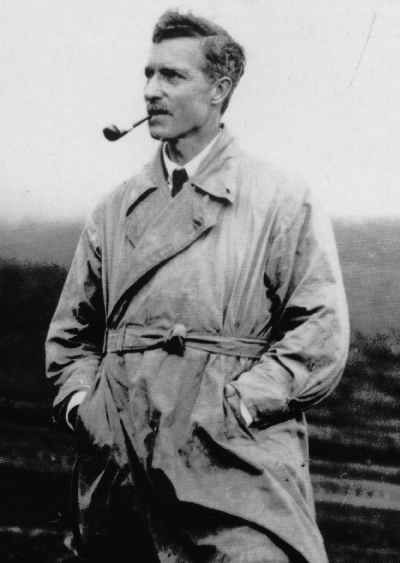
Richard Meinertzhagen, 1922

Der traditionelle, spirituelle und militärische Führer (Laibon) der Nandi, Koitalel Arap Samoei, hatte zuvor zwischen 1895 und 1905 einen erfolgreichen zehnjährigen bewaffneten Widerstand gegen die britische Besatzung geführt. Er hatte hierfür Nandi-Krieger mobilisiert, um sich den Versuchen der Briten zu widersetzen, die Kenia-Uganda-Eisenbahn durch Nandi-Land zu bauen.
Am 19. Oktober lockte Lt. Richard Meinertzhagen den verhandlungsbereiten Koitalel Arap Samoei unter dem Vorwand von Waffenstillstands-Verhandlungen auf neutralen Boden beim Ket Perak Hill in den Tod. Er erschoss ihn, während er dessen Hand schüttelte. Meinertzhagens Männer metzelten zugleich 24 Nandi-Stammesangehörige mit Maschinengewehren nieder, darunter die meisten von Koitalels Beratern. Dabei wurde ein britischer Askari von den sich Wehrenden durch einen Speer leicht verletzt. Nach der Ermordung gelang es Meinertzhagen zunächst, den Vorfall zu vertuschen, indem er behauptete, er habe in Notwehr gehandelt.  Daraufhin wurde er zunächst für den Vorfall gelobt, der zu einem Akt britischen Heldentums erklärt wurde. Meinertzhagen „sammelte“ einen Vorrat an Stammesartefakten für sich selbst, ließ den Kopf von Koitalel Arap Samoei und dessen Finger abhacken und nahm sie zusammen mit seinen Führungsinsignien, die eine Kopfbedeckung, einen Speer, ein Schwert und ein Paar Ledersandalen umfassten, mit nach London. All diese Wertgegenstände wurden in britischen Museen aufbewahrt, bis sie 2010 nach Kenia zurückgebracht wurden und
nun im Museum in Nandi Hills aufbewahrt wurden. Der Schädel Koitalels verblieb bis heute in London. Die Ältesten des Talai-Klans, angeführt von Koitalel Samoeis Urenkel David Sulo, erklärten: „Die Nandi-Gemeinschaft hat während der britischen Kolonialzeit in Kenia sehr gelitten, und dies gipfelte in der Ermordung des großen Nandi-Laiboins Koitalel Samoei im Jahr 1905.“

### Weiteres Vorgehen der britischen Truppen
Danach wurden die britischen Truppen in vier Kolonnen geteilt. Es war geplant, von der Bahnlinie aus nach Norden marschierend, zum einen die Nandi von ihren Verbündeten, den Kipsigis (auch Lumbwa genannt), abzuschneiden. Zweitens sollten sie von ihren Ländereien vertrieben und ihr Viehbestand vernichtet werden. Drittes Ziel war es, überlebende Flüchtlinge in die Wälder um Kapwareng zu treiben. Zunächst zwei Kompanien beschützten die Bahnstrecke aus gepanzerten Zügen heraus. Harrisons Hauptquartier wurde in Muhoroni aufgeschlagen.
Nach Beginn der trockenen Jahreszeit marschierte die erste, unabhängig operierende Kolonne am 18. Oktober von Londiani nordwärts zur Eldama-Schlucht. Die zweite, ebenfalls aus drei Kompanien bestehende, verließ unter Major Hookey A. Walker am 20. Lumbwa in Richtung Kaptumo über Tindiret. Vom Hauptquartier aus marschierte die dritte Kolonne ebenfalls auf Kaptumo, jedoch durch die Soba-Hügel. Eine weitere Kolonne unter Hauptmann W. E. H. Barrett versammelte sich im Fort Nandi von Kipture und rückte in nördlicher Richtung nach Tobolwa und dann Kaimosi vor. Im Laufe der Kampagne wurden im Nandiland elf Posten mit 500 Mann eingerichtet, die das Vieh der Nandi rauben und ihnen die Rückkehr in ihr angestammtes Gebiet unmöglich machen sollten.
Es kam zu keiner größeren Schlacht, jedoch griffen die hochmobilen Nandi in Guerillamanier immer wieder kleinere Einheiten der Briten an. Bis Ende November waren 90 Angehörige der Field Force und geschätzte 600 Nandi gefallen. Den Briten waren durch ihre Kriegstaktik der verbrannten Erde 10.000 Rinder und 18.000 Schafe und Ziegen in die Hände gefallen, eine Zahl, die sich bis Juni 1906 verdoppelte. Da ihre Lebensgrundlage zerstört war, ließ der Widerstandswille der Nandi nach und sie erklärten sich gegen Jahresende bereit, sich in das zugewiesene Reservat in den Bezirken Aldai und Kapwareng zu begeben. Sämtliche „Mörder“ und Waffen waren auszuliefern. Diese Zwangsumsiedlung ging bis Februar 1906 weiter. Nandi, die „freiwillig“ ins Reservat gingen, erhielten ihre Tiere zurück. Am 27. Februar wurde die Field Force aufgelöst, bis 1. August blieben noch 800 Mann als Garnison zurück.
Die offiziellen Verluste (Juni 1906) betrugen 1117 tote Nandi, 121 Tote und Verwundete auf britischer Seite, dabei wurden 15 % der weißen Offiziere Opfer des Klimas oder von Krankheiten. 5000 Hütten und Lagerhäuser waren abgefackelt worden.
Heute geht man davon aus, dass in dem mehr als zehn Jahre andauernden Kampf, der 1895 begann, als Vermessungsingenieure erstmals Land in Nandi als Trasse für die Bahnlinie absteckten, viele Tausend Menschen getötet wurden.

## Organisation und Ausrüstung
Briten: siehe Hauptartikel: King’s African Rifles

### Nandi
Etwa 20–50 Mann bildeten eine Kompanie (sirityet; Plural: siritaiik) unter dem Kommando eines lokalen Kommandeurs (kirkit d. h.: Bulle). Etliche Gemeinden (korotinwek) bildeten einen Regiments-Bezirk (pororiet), von denen es etwa 16 gab.
Die Krieger trugen üblicherweise eine Kopfbedeckung aus Ziegenblasen, die bei höherrangigen durch Federn oder eine Löwenmähne geschmückt wurde. Der über eine Schulter geworfene Umhang bestand aus Ziegen- oder Rinderfell. Bewaffnet waren sie mit etwa 1,80 m langen Speeren mit eiserner Spitze. Dazu kamen kurze zweischneidige Schwerter (sime) in einer ledernen Scheide oder Hackmesser (penga). Über Feuerwaffen verfügten sie so gut wie nicht, jedoch über Pfeil und Bogen, deren Reichweite etwa 120 m betrug. Zum Schutz benutzten sie die in Ostafrika üblichen, knapp 1 m hohen Schilde mit Büffellederbespannung, die bemalt wurden.

## Folgen
Meinertzhagen war zunächst wegen „Tapferkeit“ am 19. Oktober für das Victoria Cross vorgeschlagen worden. Es wurde dann jedoch bekannt, dass er Koitalel Arap Samoei erschoss, während er dessen Hand schüttelte. Zwar wurde er bei seiner dritten Kriegsgerichtsverhandlung (court of inquiry) freigesprochen und machte dann bis 1925 Karriere in der Armee, zunächst wurde er jedoch von Brigadier William Manning zu seinem Regiment, den Royal Fussiliers, ins Mutterland zurückgesandt.
Zwischen 1902 und 1914 wurden 41.500 km² des besten Weidelandes in Kenia zugunsten britischer Siedler enteignet. Die entwaffneten Nandi und die im folgenden Jahr besiegten Embu konnten dem keinen Widerstand mehr entgegensetzen und versuchten autonom in den ihnen 1907 in Form eines Reservats zugewiesenen Gebieten zu leben. Wenige traten in die King’s African Rifles (KAR) ein. Nach der Unabhängigkeit forderten sie das Recht, wieder ihre Waffen zu tragen.

## Einschätzungen

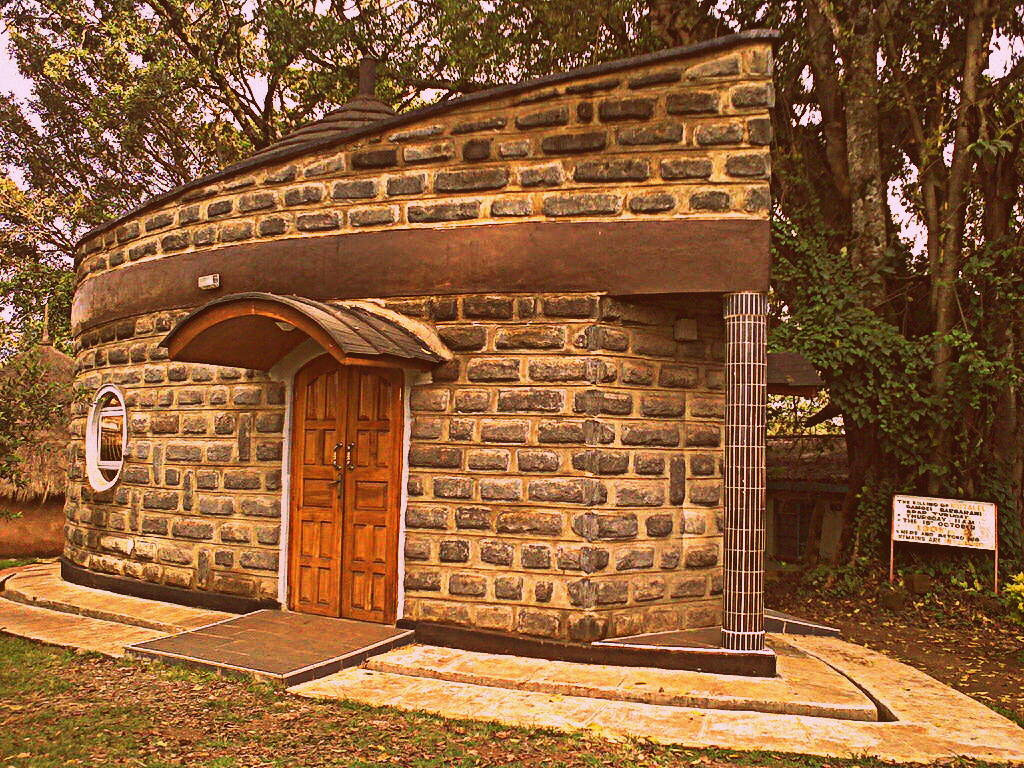
Museum zur Erinnerung an Koitalei Arap Samoei in den Nandi-Hügeln

In einem Bericht in der London Gazette vom 13. März 1908 wird Leutnant Edgar G. Harrison mit den Worten zitiert: „Die Expedition führte zur Befriedung des Landes, eines fruchtbaren und wertvollen Bezirks des Protektorats, und zur Sicherung unserer befreundeten Stämme vor künftigen Belästigungen.“
Douglas Kiereni schrieb 2022 in Business Daily Africa: „Das Sotik-Massaker und die Ermordung von Koitalel standen in direktem Zusammenhang mit der Ausweisung von Sotik für die europäische Besiedlung und dem kolonialen System der Zwangsarbeit, der Strafsteuern für Afrikaner sowie der wirtschaftlichen und rassischen Segregation. Es ist unaufrichtig zu behaupten, dass es sich um eine Pufferzone handelte, um die sich bekriegenden afrikanischen Stämme auseinander zu halten... Koitalei Arap Samoei ist einer der größten kenianischen Führer in der Geschichte unseres Kampfes um die Unabhängigkeit von der britischen Kolonialherrschaft.“